# Ъ
Ъ je posebna cirilska črka, ki se danes le še redko uporablja. 
Tradicionalno ime te črke je jer (еръ, ѥръ), veliki jer ali tudi trdi znak
V bolgarščini se Ъ (»ер голям«) izgovarja kot polglasnik /ɤ̞, ə/, npr v besedi България /bɤˈlɡarijɐ/.
- къща = hiša se izgovori kot /ˈkɤ̞ʃtɐ/

V ruščini se črka Ъ (»твёрдый знак«) sama ne izgovarja, pač pa označuje, da je treba prej stoječi soglasnik izgovoriti trdo in ločeno od pozneje stoječega samoglasnika. Zgled:
- съёмка = snemanje, filmanje se izgovori kot /'sjomka/, tj. trdi s + jomka
- Сёмка = Simon (moško ime) se izgovori kot  /'sʲomka/, tj. mehčani s + omka

| tiskano | pisano |
| ------- | ------ |
| Ъ ъ     | Ъ ъ    |